# Ordem da Praia Girón
A Ordem da Praia Girón (espanhol: Orden de la Playa Girón) é uma condecoração nacional concedida pelo Conselho de Estado de Cuba a cubanos ou estrangeiros por lutas contra o imperialismo, colonialismo e o neocolonialismo, ou que contribuíram para a paz e o progresso da humanidade.[carece de fontes?] Foi estabelecida em 1961 e seu nome vem da praia de Girón, lugar onde se deu a vitória cubana na invasão da Baía dos Porcos. Inicialmente, era a medalha mais alta em Cuba.

## Características

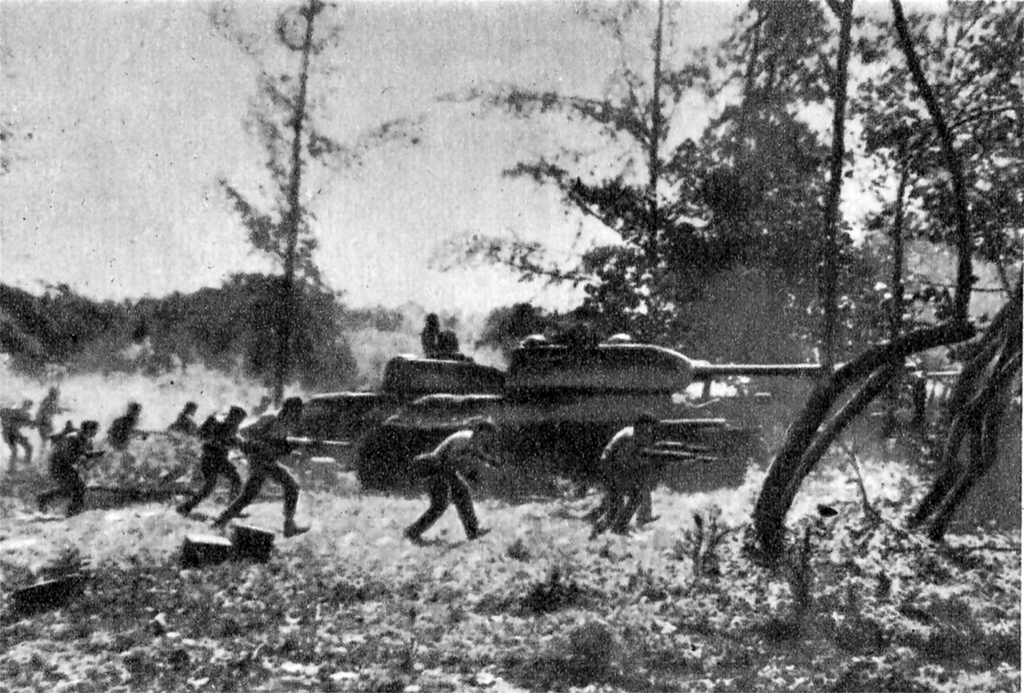
Contra-ataque das Forças Armadas Revolucionárias Cubanas (FAR) apoiadas por tanques T-34 perto da Praia Girón durante a invasão da Baía dos Porcos, 19 de abril de 1961.

A ordem tem a forma de uma medalha de ouro com o pino e a barreta. O reverso da medalha retrata um soldado em posição de combate, com um pé no arquipélago cubano e o outro no continente norte-americano. As versões anteriores incluíam o lema cubano "Patria o Muerte" (Pátria ou Morte), enquanto as versões posteriores passaram a incluir as cores cubanas acima, uma guirlanda abaixo, e as palavras "Orden Playa Girón" (Ordem da Playa Girón).
O reverso mostra o brasão de armas de Cuba e as inscrições "Consejo de Estado" e "República de Cuba".

## Agraciados
A primeira pessoa condecorada foi o cosmonauta Yuri Gagarin, que viajou para Cuba para receber a distinção em 26 de julho de 1961, o Dia da Rebelião Nacional, do presidente Osvaldo Dorticos, pouco mais de três meses depois de se tornar o primeiro ser humano no espaço. Nessa época, a Ordem da Praia Girón era a mais alta condecoração cubana.
Todos que recebem a medalha de Herói da República de Cuba também recebem a Ordem da Praia Girón. Dentre os que receberam a condecoração incluem-se figuras internacionais como Leonid Brezhnev, Yasser Arafat e Nelson Mandela, bem como uma série de outros cosmonautas incluindo Valentina Tereshkova, a primeira mulher no espaço, e lideres militares soviéticos e pessoas que lutaram pela independência de seus países, como Samora Machel.

### Lista de agraciados
| Nº | Agraciado                       | Profissão                                                | Ano  | Detalhes | Ref.                |
| -- | ------------------------------- | -------------------------------------------------------- | ---- | --- | ------------------- |
| 1  | Yuri Gagarin                    | Cosmonauta soviético                                     | 1961 | Primeiro homem no espaço. Primeiro agraciado com a Ordem quando esta era a mais alta honraria cubana.                                                               | [ 8 ] [ 5 ]         |
| 2  | Angela Davis                    | Ativista política norte-americana                        | 1972 | Integrante do Partido Comunista dos Estados Unidos e dos Panteras Negras.                                                                                           | [ 9 ]               |
| 3  | Samora Machel                   | Presidente de Moçambique                                 | 1973 | Pai da Nação, líder da FRELIMO e primeiro presidente de Moçambique.                                                                                                 | [ 8 ]               |
| 4  | Valentina Tereshkova            | Cosmonauta soviética                                     | 1974 | Primeira mulher no espaço. Major-General e membro da Duma. | [ 7 ]               |
| 5  | Yasser Arafat                   | Líder da Organização para a Libertação da Palestina      | 1974 | Líder da Organização para a Libertação da Palestina (OLP), líder do Fatah, presidente da Autoridade Nacional Palestiniana e codetentor do Nobel da Paz.             | [ 8 ]               |
| 6  | Leonid Brezhnev                 | Secretário-Geral do Partido Comunista da União Soviética | 1976 | Líder da URSS por 18 anos. Herói da União Soviética, comissário político e Secretário-geral do Partido Comunista da União Soviética.                                | [ 8 ]               |
| 7  | Salim Rubai Ali                 | Presidete da República Popular Democrática do Iêmen      | 1977 | Revolucionário maoísta, chefe de Estado do Iêmen do Sul e líder da Frente Nacional para a Libertação do Iêmen do Sul. Foi fuzilado em 1978.                         | [ 10 ]              |
| 8  | Rafael Cancelar Miranda         | Ativista político porto-riquenho                         | 1979 | Ativista pela independência de Porto Rico. | [ 11 ]              |
| 9  | Lolita Lebrón                   | Ativista política porto-riquenha                         | 1979 | Ativista pela independência de Porto Rico. | [ 11 ]              |
| 10 | Irvin Flores                    | Ativista política porto-riquenha                         | 1979 | Ativista pela independência de Porto Rico. | [ 11 ]              |
| 11 | Oscar Collazo                   | Ativista político porto-riquenho                         | 1979 | Ativista pela independência de Porto Rico. | [ 11 ]              |
| 12 | Andrés Figueroa Cordero         | Ativista político porto-riquenho                         | 1979 | Póstumo, ativista pela independência de Porto Rico. | [ 11 ]              |
| 13 | Arnaldo Tamayo Méndez           | Cosmonauta cubano                                        | 1980 | Primeiro Herói da República de Cuba, primeiro cubano no espaço, primeiro mulato no espaço e co-tripulante com Yuri Romanenko na Soyuz-38.                           | [ 12 ] [ 13 ]       |
| 14 | Yuri Romanenko                  | Cosmonauta soviético                                     | 1980 | Herói da República de Cuba e co-tripulante com Arnaldo Méndez na Soyuz-38.                                                                                          | [ 14 ]              |
| 15 | Leonid Popov                    | Cosmonauta soviético                                     | 1980 | Herói da República de Cuba e fez três viagens no espaço. | [ 15 ]              |
| 16 | Vladimir Shatalov               | Cosmonauta soviético                                     | 1980 | Duas vezes Herói da União Soviética. |                     |
| 17 | Valery Ryumin                   | Cosmonauta soviético                                     | 1980 | Herói da República de Cuba e duas vezes Herói da União Soviética.                                                                                                   | [ 16 ]              |
| 18 | Nelson Mandela                  | Terrorista e prisioneiro político                        | 1984 | Preso por terrorismo, presidente do Congresso Nacional Africano (ANC), vencedor do Prêmio Nobel da Paz e primeiro presidente da moderna República da África do Sul. | [ 17 ]              |
| 19 | Álvaro Cunhal                   | Líder do Partido Comunista Português                     |      | | [ 8 ] [ 18 ] [ 19 ] |
| 20 | Erich Honecker                  | Presidente da Alemanha Oriental                          |      | Secretário-Geral do Partido Socialista Unificado da Alemanha (SED) e Presidente do Conselho de Defesa Nacional. Foi o sexto agraciado com a Ordem.                  | [ 8 ]               |
| 21 | Oliver Tambo                    | Ativista sul-africano anti-apartheid                     | 1986 | | [ 20 ]              |
| 22 | Sergey Sokolov                  | Ministro da Defesa                                       | 1986 | Herói da União Soviética |                     |
| 23 | Eng. Antonio Guerrero Rodríguez | Espião cubano                                            | 2001 | Um dos Cinco Cubanos capturados em Miami, na Flórida. | [ 21 ] [ 22 ]       |
| 24 | Fernando González Llort         | Espião cubano                                            | 2001 | Um dos Cinco Cubanos capturados em Miami, na Flórida. | [ 21 ] [ 22 ]       |
| 25 | Lic. Gerardo Hernández Nordelo  | Espião cubano                                            | 2001 | Um dos Cinco Cubanos capturados em Miami, na Flórida. | [ 21 ] [ 22 ]       |
| 26 | Lic. Ramón Labañino Salazar     | Espião cubano                                            | 2001 | Um dos Cinco Cubanos capturados em Miami, na Flórida. | [ 21 ] [ 22 ]       |
| 27 | René González Sehwerert         | Espião cubano                                            | 2001 | Um dos Cinco Cubanos capturados em Miami, na Flórida. | [ 21 ] [ 22 ]       |
| 28 | Enrique Carreras Rolas          | Soldado cubano                                           | 2001 | |                     |
| 29 | Lázaro Cárdenas                 | Presidente do México                                     |      | |                     |
| 30 | Pedro Miret                     | Soldado cubano                                           | 2001 | |                     |
| 31 | Julio Casas Regueiro            | Soldado cubano                                           | 2001 | |                     |
| 32 | Viktor Kulikov                  | General soviético                                        | 2006 | Ex-comandante-em-chefe do Pacto de Varsóvia. |                     |
| 33 | Romárico Sotomayor García       | General cubano                                           | 2015 | Chefe da Direção Política do Ministério do Interior (MININT) | [ 23 ]              |